# Soccer City
Soccer City (afrikánsky Sokkerstad, dříve znám jako FNB Stadium) je sportovní stadion ve čtvrti Soweto v Johannesburgu. Jeho kapacita dosahuje až 94 700 míst. Stadion byl zbudován v roce 1989. Na stadionu své domácí zápasy hraje Jihoafrická fotbalová reprezentace. Koná se zde Mistrovství světa ve fotbale 2010, pro jehož účely byl v roce 2009 přestavěn. Nelson Mandela zde v roce 1990 poprvé přednesl svůj projev po propuštění z vězení.

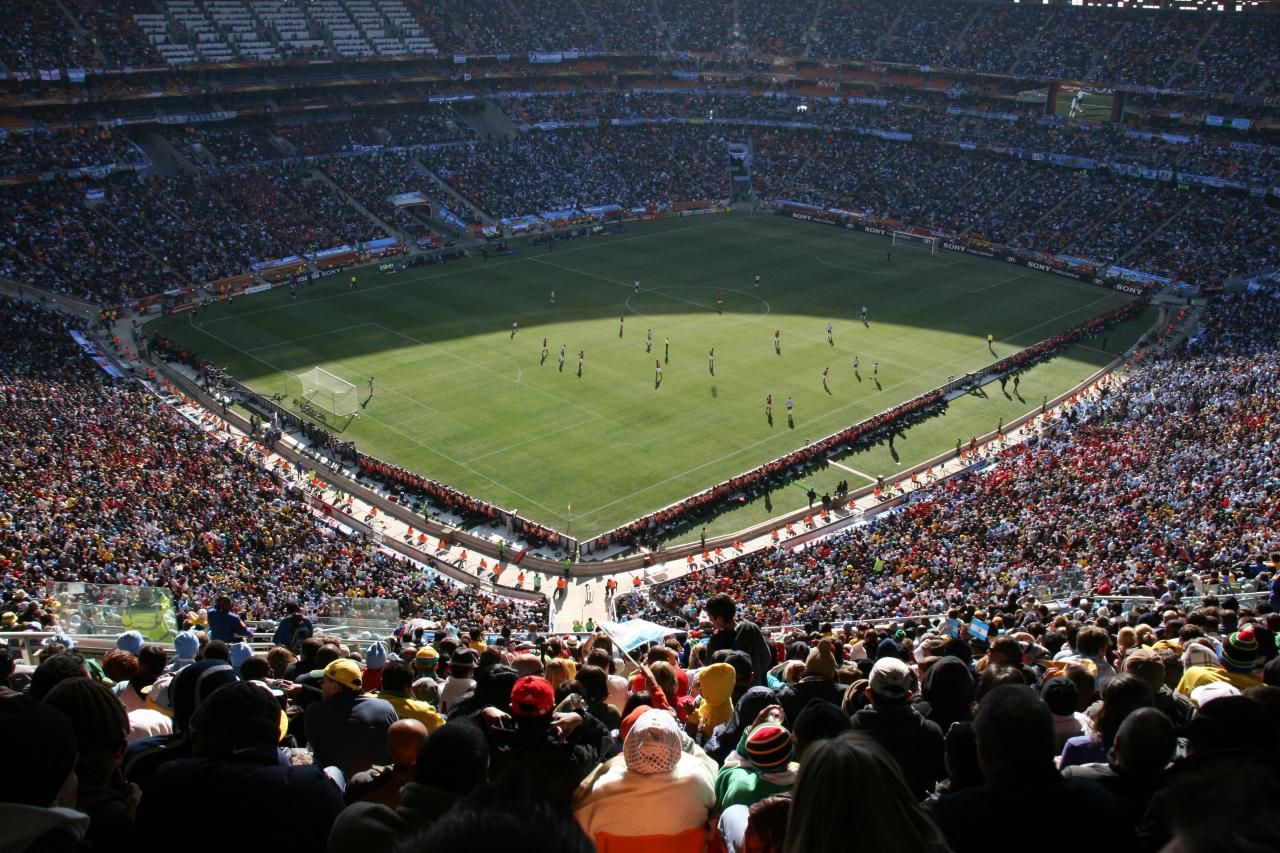
Vnitřek stadionu během zápasu Mistrovství světa ve fotbale 2010 Argentina - Jižní Korea